# フライデードラマNEO
『フライデードラマNEO』（フライデードラマネオ、英字表記：FRIDAY DRAMA NEO）は、2011年10月からTBSにて金曜深夜24:20 - 24:50（JST、土曜未明0:20 - 0:50）に放送されていたテレビドラマの番組放送枠である。

## 概要
2010年10月から2011年9月まで深夜ドラマ枠として1年間設定していた『Friday Break』とはコンセプトが異なり、当枠では動画配信・映画化などによる世界的展開を目指す。第1弾は、オンラインRPGとして有名な『怪盗ロワイヤル』を放送した。しかし半年後の2012年4月から枠名が『ドラマNEO』に変更され、放送日時も月曜深夜24時20分 - 24時59分（火曜未明0時20分 - 0時59分）と枠移動して9分拡大された。
ローカルセールス枠であるため、一部系列局で遅れネットまたは非ネットとなり、この時間は、他のTBSの番組の遅れネットや他系列番組の遅れネットとなっていた。

## 作品リスト
- 怪盗ロワイヤル（2011年10月28日 - 12月23日、出演：松坂桃李、大政絢、福士誠治ほか）
- 白戸修の事件簿（2012年1月27日 - 3月30日、出演：千葉雄大、本郷奏多ほか）